# Wojciech Dindorf
Wojciech Dindorf (ur. 22 lutego 1931 w Stryju) – polski fizyk, matematyk, popularyzator nauki, a także satyryk, poeta i muzyk. Uhonorowany tytułem Popularyzatora nauki 2016.

## Życiorys
Swoje pierwsze lata życia spędził wraz z rodziną w Stryju, Stanisławowie, Chryplinie i w Jamnicy. Przed wojną skończył pierwszą klasę w Zimnej Wodzie k. Lwowa. Z powodu zaangażowania ojca Alfreda w działalność podziemną (AK), zmuszony był przerwać naukę po czwartej klasie i wraz z matką i dwojgiem rodzeństwa ukrywał się w okolicach Jasła i Gorlic zarabiając na przeżycie jako parobek, pomoc przy pracach w lesie. Przejście frontu przeżył w Łużnej koło Gorlic gdzie po trzech miesiącach nauki otrzymał świadectwo ukończenia szkoły podstawowej. W Ropczycach wstąpił we wrześniu 1945 do II klasy gimnazjalnej, w Ząbkowicach Śląskich kl III a w Legnicy ukończył gimnazjum Małą Maturą. W 1950 zdał maturę w liceum im. Henryka Pobożnego (klasa o profilu matematyczno-fizycznym).
W tym samym roku ukończył również I etap szkoły muzycznej w klasie fortepianu. Wziął udział w pierwszej Olimpiadzie Matematycznej, gdzie poznał prof. Hugona Steinhausa, Jerzego Słupeckiego i Antoniego Opolskiego.
Pod wpływem nowych znajomych postanowił rozpocząć studia matematyczne na Uniwersytecie Wrocławskim. Słaba kondycja psycho-fizyczna i trudne warunki materialne zmusiły dwudziestolatka do przerwania nauki po pierwszym semestrze. Wtedy niespełna dwudziestolatek przyjął propozycję objęcia posady nauczyciela matematyki, fizyki, astronomii i logiki w Liceum Towarzystwa Przyjaciół Dzieci (TPD), obecnie II Liceum Ogólnokształcące im. Stanisława Wyspiańskiego w Legnicy.
Dwa lata po maturze był członkiem komisji maturalnej w szkole TPD i w Liceum Korespondencyjnym w Legnicy oraz wykładowcą matematyki w legnickiej filii wrocławskiej WSE. Udzielał się również w orkiestrze tanecznej Domu Kultury „Dziewiarz” i pełnił funkcje pomocnika organisty w kościele im. Piotra i Pawła w Legnicy. Organistą był jego szkolny kolega Marian Zarzycki, późniejszy dyrektor Szkoły Muzycznej w Szczecinie.
Po dwóch latach nauczania wrócił do Wrocławia, gdzie podjął studia z fizyki w Wyższej Szkole Pedagogicznej (WSP). Uczelnia została później przeniesiona do Opola, a miasto to stało się jego domem na resztę życia.
W 1961 został wysłany przez prof. Antoniego Opolskiego, ówczesnego rektora WSP, na 7-miesięczne stypendium fundacji Fulbrighta do USA. Tam zapoznał się z systemem nauczania, ze szczególnym uwzględnieniem metodologii nauczania fizyki. Na Uniwersytecie w Princeton poznał prof. Erica Rogersa i zaprosił go do Opola. (w maju 1979 zaproszenie zostało zrealizowane i WD miał zaszczyt pokazać słynnemu Nauczycielowi Opole, Wrocław, Kraków.
W trakcie swojego pobytu w USA firma Ottenheimer z Baltimore "wykorzystała" amatora tenora do nagrania „W żłobie leży" i „Jeszcze Polska nie zginęła” w formie lekcji dla szkolnych chórów. Płyta nazwana „Śpiewamy w obcych językach” była później rozprowadzana w szkołach i wykorzystywana przez chóry szkolne we wszystkich stanach USA. (jeden egzemplarz jest w posiadaniu WD).
Był pierwszym kierownikiem Sobotniej Szkoły Polskiej przy polskiej misji do ONZ w Nowym Jorku (lata 1969–72). W tym roku obchodzić powinna 50-lecie.
Był pierwszym nauczycielem z Polski w UNIS (Międzynarodowa Szkoła ONZ) w Nowym Jorku. W latach 1966–1972 był nauczycielem fizyki i prowadził pilotażowe egzaminy z tego przedmiotu gdy powstawała instytucja Międzynarodowej Matury dziś obejmująca ponad 6 tysięcy szkół średnich na całym świecie. Był w UNIS w latach 1970–72 przewodniczącym Związku Nauczycieli (Teaxcher's Association), oraz kierownikiem wydziału Sciene (12 nauczycieli).
W latach 1980–1996 kierował sekcją fizyki w Międzynarodowej Szkole w Wiedniu (Vienna International School.
Przez ponad 20 lat był egzaminatorem międzynarodowej matury z fizyki w języku angielskim, francuskim i hiszpańskim. Włada również niemieckim i rosyjskim.
Od roku 2004 jest redaktorem internetowego magazynu dla nauczycieli fizyki "Moja Fizyka".
Obecnie jest na emeryturze.

## Życie prywatne
Ma żonę Elżbietę (nauczycielkę fizyki), córkę Ewę (nauczycielkę j. angielskiego i francuskiego) oraz synów Tomasza (nauczyciela fizyki) i Jakuba (ekonomistę).

## Książki
Ukazały się:
- Testowe zadania z fizyki. Skrypt, W. Dindorf, E. Krawczyk, WSP Opole, Opole, 1980
- Fizyka w Zadaniach. Zeszyt 1, W. Dindorf, E. Krawczyk, IKA Opole, Opole, 1995
- The Sun on the Floor, W. Dindorf, T. Dindorf, IKA Opole, Opole, 1995
- Fizyka podręcznik dla gimnazjum Tom 1, K. Dobson, (ang. Physics, K. Dobson, 1998), przekład: M. Staszel, W. Dindorf, WSz PWN, Warszawa, 1999
- Fizyka podręcznik dla gimnazjum Tom 2, K. Dobson, (ang. Physics, K. Dobson, 1999), przekład: M. Staszel, W. Dindorf, WSz PWN, Warszawa, 2000
- Przyjazne Testy, W. Dindorf, E. Krawczyk, WSzPWN, Warszawa, 2001
- Moja Fizyka Tom 1 Podręcznik dla liceum, W. Dindorf, WSzPWN, Warszawa, 2002
- Program Fizyki z Astronomią, W. Dindorf, D. Tokar, WSzPWN, Warszawa, 2002
- Moja Fizyka Tom 2 Podręcznik dla liceum, W. Dindorf, WSzPWN, Warszawa, 2003
- Moja Fizyka Tom 1 Przewodnik dla nauczyciela, W. Dindorf, E. Krawczyk, WSzPWN, Warszawa, 2003
- Moja Fizyka Tom 2 Przewodnik dla nauczyciela, W. Dindorf, E.Krawczyk, WSzPWN, Warszawa, 2004
- Tobie na Dzień Kobiet, W.Dindorf – Druk Św Krzyża, Opole, 2008
- Poczet Królów Polskich wierszem, z przymrużeniem oka –  W. Dindorf -Druk Św. Krzyża, Opole, 2010
- Na początku był kabaret, Historia LX  lat  WSP Opole –  W. Dindorf, wyd. MM Opole, 2013
- Gen. brygady Franciszek Dindorf Ankowicz – autor Jerzy (George) Ankowicz – tłum z j. ang.  Wojciech Dindorf – LITAR, Opole 2018

Publikacje
Ponad 150 publikacji dotyczących nauczania fizyki w czasopismach krajowych i zagranicznych, takich jak: "Fizyka w szkole", "Nowa Szkoła", "Foton" (UJ), "Indeks" (UO, "The Physics Teacher" Stony Brook,N.Y. USA, "Educational Forum" Chicago,Ill.